# Рибейру, Алвару
Алвару ди Оливейра Рибейру (порт. Álvaro de Oliveira Ribeiro; 16 мая 1901, Сан-Паулу — 11 ноября 1979) — бразильский легкоатлет, выступавший в беге на короткие и средние дистанции и прыжках в длину. Участник летних Олимпийских игр 1924 года.

## Биография
Алвару Рибейру родился 16 мая 1901 года в бразильском городе Сан-Паулу.
Выступал в легкоатлетических соревнованиях за «Тиете» из Сан-Паулу. Поначалу специализировался на прыжках в длину, однако в 1922 году на чемпионате штата Сан-Паулу помимо этой дисциплины победил в беге на 100, 200, 400 метров и в двух эстафетах и в течение пяти лет оставался лидером этих соревнований. В 1925 году на дебютном чемпионате Бразилии победил в беге на 100, 200 и 400 метров, в 1927 году — на 200- и 400-метровке.
Был рекордсменом Бразилии в беге на 100, 200 и 400 метров.
В 1924 году вошёл в состав сборной Бразилии на летних Олимпийских играх в Париже. В беге на 100 метров занял в 1/8 финала 5-е место. В беге на 200 метров занял в 1/8 финала 3-е место. Также был заявлен в беге на 400 метров и прыжках в длину, но не вышел на старт.
В 1928 году завершил выступления.
В 1926 году получил профессию врача, однако, будучи очень религиозным, вскоре оставил медицину и стал монахом бенидиктинского ордена.
Умер 11 ноября 1979 года.

## Личные рекорды
- Бег на 100 метров — 10,8 (1923)[1]
- Бег на 200 метров — 22,2 (1927)[1]